# Wassermühle Bröckelbeck
Die ehemalige Wassermühle Bröckelbeck, in der niedersächsischen Kleinstadt Hemmoor-Westersode, Bröckelbecker Straße, Samtgemeinde Hemmoor, im Landkreis Cuxhaven stammt aus der Mitte des 19. Jahrhunderts.

Aktuell (2024) wird es als Wirtschaftsgebäude genutzt.
Das Gebäude steht unter Denkmalschutz (siehe auch Liste der Baudenkmale in Hemmoor).

## Geschichte und Beschreibung
Hemmoor ging 1968 aus den sechs ehemals selbständigen Gemeinden Basbeck, Warstade, Hemm, Westersode, Hemmoor und Heeßel hervor. Das Dorf Bröckelbeck war und ist ein Teil von Westersode; das erstes Haus entstand 1821.
In Hemmoor gab es Mühlen in
- Basbeck: Mühle auf dem Mühlenberg bzw. Windmühle Haack (bis 1980 und Mühle Rathjens bis 1958 sowie Wind- und Wasserkornmühle an der Mühlenreihe von vor 1700),
- Warstade: Teut’sche Windmühle von 1868, nach 1960 abgerissen, Steffenssche Mühle bis 1960 in Betrieb,[1]
- Heeßel: Wassermühle Heeßel – Pulver- bzw. Kornmühle vom Gut von Brobergen bis 1943 in Betrieb
- Bröckelbeck: Wassermühle.

Der ursprünglich als Wasser- und Bockwindmühle angelegte Mühlenbetrieb nördlich des Mühlenteiches bestand aus
- der zweigeschossigen traufständigen Wassermühle von 1860 in Backstein mit flachem Satteldach, mit segmentbogigen Öffnungen und der Ladeluke über der Eingang, erbaut durch den Müller Kröncke, betrieben durch den Müllermeister Willi Gerdts, 1899 ergänzender Windmotor, 1926 Rohölmotor, 1969 ergänzt um eine Hammerschlagmühle, der Sohn Hans Gerdts führte sie von 1948 bis zur Stilllegung von 1975[2][3]
- dem Mühlenteich als ein Quellwasserteich des Mühlenbachs.

Das Landesdenkmalamt befand u. a.: „… orts-, wirtschafts- und technikgeschichtlichen sowie straßenbildprägenden Zeugniswert ….“